# Berta Zuckerkandl-Szeps
Berta Zuckerkandl-Szeps (née Bertha Szeps le 13 avril 1864 à Vienne, morte le 16 octobre 1945 à Paris) était salonnière, journaliste, mémorialiste et critique d'art autrichienne.

## Biographie
Fille de Moriz Szeps (Busk, 1834 - Vienne, 1902) journaliste, et de Amalie Szeps (née Schlesinger, Vienne, 1838-1912), elle épousa l'anatomiste Emil Zuckerkandl le 15 avril 1886 ; de ce mariage est né un fils, Fritz Zuckerkandl, le 30 juillet 1895.
Dès 1889, elle accueillit dans le salon de sa villa de Döbling, puis dans son appartement de l'Oppolzergasse près du Ring, d'importantes personnalités des milieux scientifiques, littéraires et artistiques, parmi lesquels Gustav Klimt, Josef Hoffmann, Gustav et Alma Mahler, Max Burckhardt, Hermann Bahr, Hugo von Hofmannsthal, Arthur Schnitzler, Alexander Girardi, Stefan Zweig ou Egon Friedell.
Le mariage de sa sœur Sophie Szeps à Paul Clemenceau, frère de Georges Clemenceau, permit à Berta Zuckerkandl-Szeps de se rendre régulièrement à Paris et d'intégrer le milieu artistique parisien. Par l'intermédiaire de Georges Clemenceau, elle connut le sculpteur Auguste Rodin et le peintre Eugène Carrière qui réalisa son portrait en 1893. Elle rencontra également des personnalités comme Émile Zola et Gustave Geffroy dans le salon d'Aline Ménard-Dorian.
Dès 1894, Berta Zuckerkandl-Szeps publia des articles et critiques d'art dans le journal Die Zeit, puis de 1898 à 1923 dans la Wiener Allgemeine Zeitung, enfin dans le Neue Wiener Journal jusqu'en 1938. Grâce à ses écrits, Berta Zuckerkandl s'engagea dans la défense de l'art moderne autrichien, en particulier de la Sécession viennoise qui fut créée dans son salon.
Pendant la Première Guerre mondiale, Berta Zuckerkandl-Szeps fut envoyée en Suisse pour défendre la culture autrichienne et préparer l'après-guerre. Sous couvert de ces activités, elle tenta de négocier une paix séparée avec la France.
De retour à Vienne, Berta Zuckerkandl-Szeps fut associée à la création du festival de Salzbourg. Son intérêt pour le théâtre l'amena à traduire en allemand de nombreuses pièces d'auteurs français, tels que Paul Geraldy, Tristan Bernard ou Sacha Guitry.
En 1938, elle émigra à Paris, puis à Alger en 1940. Malade, elle fut rapatriée à Paris où elle mourut le 16 octobre 1945. Ses cendres ont été déposées au columbarium du Père-lachaise (case 13439).

## Œuvres
- Souvenirs d'un monde disparu : Autriche 1878-1938, Bermann-Fischer Verlag, Stockholm 1939 ; Calmann-Lévy, Paris, 1939.
- Clemenceau tel que je l'ai connu. Alger 1944.
- (de) Die Pflege der Kunst in Österreich 1848–1898. Dekorative Kunst und Kunstgewerbe. Wien 1900.
- (de) Zeitkunst Wien 1901–1907. Heller, Wien 1908.
- (de) Österreich intim. Erinnerungen 1892-1942. Hrsg. Reinhard Federmann. Propyläen, Frankfurt 1970
- (de) Polens Malkunst 1915. In: Roman Taborski (Hrsg.): Stanisław Wyspiański, der große Schöpfer der Polnischen Moderne. Wien 1996.
- (de) Jung-Polen 1906. In: Roman Taborski (Hrsg.): Stanisław Wyspiański, der große Schöpfer der Polnischen Moderne. Wien 1996.